# گایرسبرگ
گایرسبرگ (به آلمانی: Geiersberg) یک منطقهٔ مسکونی در اتریش است که در ناحیه راید ایم اینکرایس واقع شده‌است. گایرسبرگ ۵٫۵ کیلومتر مربع مساحت دارد ۵۵۴ متر بالاتر از سطح دریا واقع شده‌است.